# Giuliano Simeone
Giuliano Simeone Baldini (* 18. prosince 2002) je argentinský fotbalista, který hraje jako útočník za Atlético Madrid a argentinskou reprezentaci.

## Reprezentační kariéra
Dne 19. listopadu 2024 Simeone debutoval za seniorskou reprezentaci proti Peru v kvalifikaci na Mistrovství světa 2026. Stal se druhým synem Diega Simeoneho, který hrál za Argentinskou reprezentaci (prvním byl jeho bratr Giovanni Simeone). Dne 25. března 2025 Simeone vstřelil svůj první gól za Argentinu v zápase kvalifikace na Mistrovství světa 2026 proti Brazílii.